# Dayton Callie
Dayton Callie, född 1946 i Dumbarton, Skottland, är en skotsk-amerikansk skådespelare. Han är troligtvis mest känd för sina roller som Charlie Utter i Deadwood och Wayne Unser i Sons of Anarchy.

## Filmografi

### Filmer
| År   | Titel                                | Roll                   | Notering             |
| ---- | ------------------------------------ | ---------------------- | -------------------- |
| 1984 | Preppies                             | Breakdancer            |                      |
| 1987 | At Mother's Request                  | Citipostalarbetare     | TV-film              |
| 1989 | Alien Space Avenger                  | Sliskig militärveteran | Okrediterad          |
| 1990 | Going Under                          | General Confusion      |                      |
| 1990 | Return to Green Acres                | Schaktmaskinist        | TV-film              |
| 1995 | Ed McBain's 87th Precinct: Lightning | Monroe                 | TV-film              |
| 1995 | Tyson                                | Sportskrivare #1       | TV-film              |
| 1995 | Body Language                        | Frank DeMarco          | TV-film              |
| 1995 | The Last Word                        | Encee                  |                      |
| 1995 | High Heels                           | Galna Elijah           |                      |
| 1996 | The Last Days of Frankie the Fly     | Vic                    | Även manusförfattare |
| 1997 | Volcano                              | Roger Lapher           |                      |
| 1997 | Executive Target                     | Bela                   | Även manusförfattare |
| 1997 | Lesser Prophets                      | Bernie                 |                      |
| 2001 | Boss of Bosses                       | Neil Dellacroce        | TV-film              |
| 2002 | Derailed                             | Lars                   |                      |
| 2002 | Undisputed                           | Yank Lewis             |                      |
| 2002 | Turn of Faith                        | Patty Murphy           |                      |
| 2002 | Women vs. Men                        | Pizzakille             | TV-film              |
| 2002 | Nancy Drew                           | Skrivbordspolis #1     | TV-film              |
| 2003 | Ash Tuesday                          | Morbror Louie          |                      |
| 2005 | Break a Leg                          | Saul Rubin             |                      |
| 2007 | 7-10 Split                           | Mr. Baxter             |                      |
| 2007 | The Pink Conspiracy                  | Beaver                 |                      |
| 2007 | The Final Season                     | Mr. Stewart            |                      |
| 2008 | New Orleans, Mon Amour               | Utterman               |                      |
| 2009 | Halloween II                         | Coroner Hooks          |                      |
| 2011 | Few Options                          | Warden Winslow         |                      |
| 2012 | The Devil's Carnival                 | Biljettförsäljare      |                      |
| 2012 | The Motel Life                       | Morbror Gary           |                      |

### Television
| År        | Titel                                             | Roll                               | Notering                                |
| --------- | ------------------------------------------------- | ---------------------------------- | --------------------------------------- |
| 1987      | Kate & Allie                                      | Kund #2                            | Avsnitt: The Nightmare Before Christmas |
| 1989      | Valerie's Family                                  | Orderly                            | Avsnitt: License to Drive               |
| 1989      | Adam-12                                           | Barägare                           | Avsnitt: Going Home                     |
| 1990      | Skönheten och odjuret                             | Torped                             | Avsnitt: Invictus                       |
| 1990      | Maktkamp på Falcon Crest                          | Man #1                             | Avsnitt: Finding Lauren                 |
| 1990      | Pappa vet bäst                                    | Otis                               | Avsnitt: Midnight Cowboy                |
| 1990      | DEA                                               | Cord                               | Avsnitt: Bloodsport                     |
| 1990      | I lagens namn                                     | Monaghan                           | Avsnitt: Poison Ivy                     |
| 1991      | I lagens skugga                                   | Oinformerad polis                  | Avsnitt: Belly of the Beast             |
| 1992      | Room for Two                                      | Okrediterad                        | Avsnitt: My Right Foot                  |
| 1992      | Reasonable Doubts                                 | Sergio                             | Avsnitt: Moment of Doubt                |
| 1993      | Murphy Brown                                      | Säkerhetsvakt                      | Avsnitt: Bump in the Night              |
| 1994      | The Nanny                                         | Sergeanten                         | Avsnitt: The Nanny Napper               |
| 1995      | VR.5                                              | Okrediterad                        | Avsnitt: Escape                         |
| 1995      | Deadly Games                                      | Polis                              | Avsnitt: Motivational Speaker           |
| 1997      | Ellen                                             | Fadern till den homosexuella sonen | Avsnitt: Hello Muddah, Hello Faddah     |
| 1997      | Profiler                                          | Okrediterad                        | Avsnitt: Power Corrupts                 |
| 1997      | Michael Hayes                                     | Okrediterad                        | Avsnitt: Retribution                    |
| 1998      | Seinfeld                                          | Cabbie                             | Avsnitt: The Puerto Rican Day           |
| 1998      | Buddy Faro                                        | Tommy Fusco                        | Avsnitt: Pilot                          |
| 1998      | The Tony Danza Show                               | Morbror Lou                        | Avsnitt: A Christmas Story              |
| 1998      | Hämnd AB                                          | Chuck Bidally                      | 2 avsnitt                               |
| 1995      | På spaning i New York                             | Gary Zancanelli                    | Avsnitt: A Murder with Teeth in It      |
| 1999      | På spaning i New York                             | Larry Sinks                        | Avsnitt: Show and Tell                  |
| 1999      | It's Like, You Know...                            | Fånge #2                           | Avsnitt: The Conversation               |
| 2000      | Becker                                            | Leo Arnold                         | Avsnitt: One Angry Man                  |
| 2000      | Advokaterna                                       | Francis Lupino                     | Avsnitt: The Deal                       |
| 2001      | Cover Me: Based on the True Life of an FBI Family | Ed Linson                          | Avsnitt: Vegas Mother's Day: Part 2     |
| 2001      | Roswell                                           | Joey Firrini                       | 2 avsnitt                               |
| 2002      | Touched by an Angel                               | Rocco                              | Avsnitt: Forever Young                  |
| 2002      | Port Charles                                      | Markägare                          | 2 avsnitt                               |
| 2002      | The Jamie Kennedy Experiment                      | Tony-florist                       | Avsnitt: Flower Shop                    |
| 2003      | L.A. Dragnet                                      | Peter Carey                        | Avsnitt: The Brass Ring                 |
| 2003      | CSI: Miami                                        | Adams-patrullpolis                 | Avsnitt: Grave Young Men                |
| 2003      | Vem dömer Amy?                                    | Officer Curtis                     | Avsnitt: CSO: Hartford                  |
| 2004–2006 | Deadwood                                          | Charlie Utter                      | 36 avsnitt                              |
| 2006      | The Closer                                        | Martin DeLuca                      | Avsnitt: Overkill                       |
| 2006–2007 | CSI: Crime Scene Investigation                    | Ernie Dell                         | 3 avsnitt                               |
| 2007      | John from Cincinnati                              | Steady Freddie Lopez               | 9 avsnitt                               |
| 2007      | K-Ville                                           | Angelo Dante                       | Avsnitt: Boulet in a China Shop         |
| 2008–2014 | Sons of Anarchy                                   | Wayne Unser                        | 88 avsnitt                              |
| 2009      | The Unit                                          | Medelåldersman                     | Avsnitt: The Last Nazi                  |
| 2009      | In Plain Sight                                    |                                    | Avsnitt: Who's Bugging Mary?            |
| 2011      | The Cape                                          | Borgmästare Stewart Welkins        | 2 avsnitt                               |
| 2012      | The Booth at the End                              | Jack                               | 5 avsnitt                               |
| 2013      | Archer                                            |                                    | Avsnitt: Coyote Lovely                  |
| 2014      | Law & Order: Special Victims Unit                 | Domare Dolan                       | Avsnitt: Jersey Breakdown               |
| 2017      | Fear the Walking Dead                             | Jeremiah Otto                      | 6 avsnitt                               |

### Datorspel
| År   | Titel         | Röst                    |
| ---- | ------------- | ----------------------- |
| 2009 | Left 4 Dead 2 | Whitaker / Olika roller |